# Neo-Destour

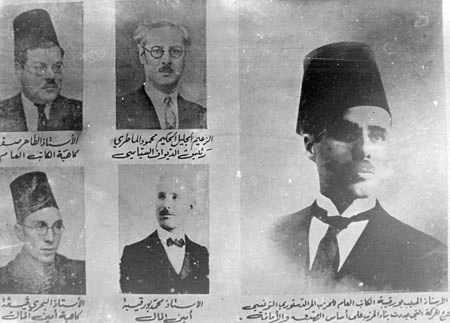
Líderes del primer congreso del Neo-Destour

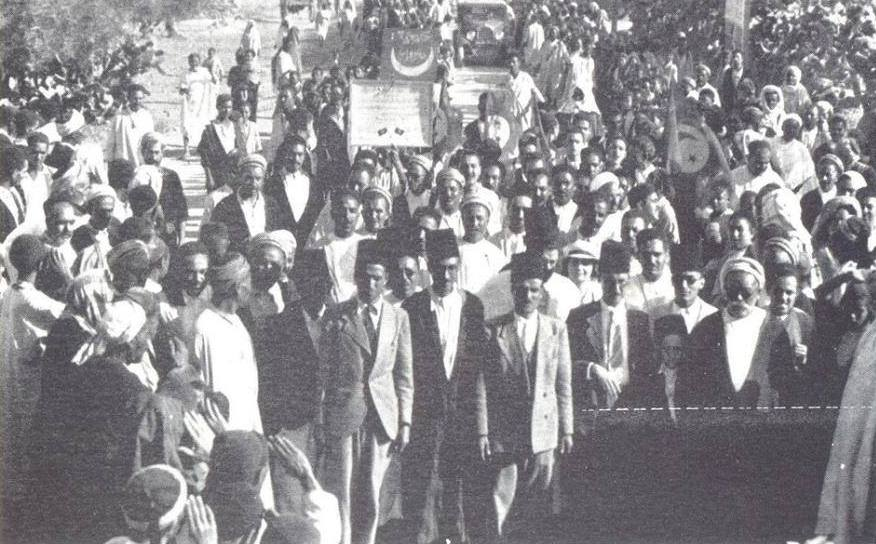
Congreso Ksar Hellal,

El Neo-Destour (en árabe: الحزب الحر الدستوري الجديد‎, romanizado: al-Ḥizb al-Ḥurr ad-Dustūrī al-Jadīd), oficialmente Nuevo Partido Constitucional Liberal, fue un partido político de Túnez creado el 2 de marzo de 1934 como resultado de un cisma ideológico en el Destour, partido nacionalista que propugnaba la total independencia de Túnez cuando dicho país era un protectorado de Francia.

## Antecedentes. Partido Destouriano
En 1920, tras la Primera Guerra Mundial e inspirados en los Catorce puntos de Wilson y el Derecho de autodeterminación, los Jóvenes Tunecinos se transformaron en el Partido Liberal Destouriano. Durante la década de los años 20, el Partido Destouriano se enfrentó a la Residencia, que era el gobierno colonial de Francia en Túnez, para conseguir la autonomía tunecina.
Entre 1926-1927, el Partido Destouriano estaba debilitado debido a una fuerte represión, lo que coincidió con la vuelta de jóvenes tunecinos formados en Francia entre los que se encuentran Mahmud Matiri y Habib Burguiba, que conformaban una nueva generación de políticos nacionalistas.
En octubre de 1930 algunos de esos tunecinos formados en Francia fundaron el periódico La Voix du Tunisien con un tono claramente nacionalista y emancipador. La burguesía francesa, los denominados preponderantes, junto con la Residencia se opusieron al mensaje que los destourianos emitían en sus publicaciones lo que provocó que figuras nacionalistas que publicaban en este periódico tuvieran enfrentamientos con la dirección del periódico, que no se enfrentaba a los preponderantes. Esta situación terminó con el abandono de la editorial por parte de algunos redactores entre los que se encontraba el líder carismático del futuro Neo-Destour, Habib Burguiba. El 1 de noviembre de 1932, estos jóvenes nacionalistas fundaron otro periódico llamado L`Action Tunisienne, en cuya primera publicación Burguiba escribió un artículo en el que cuestionaba abiertamente el Protectorado francés de Túnez y sus fines lucrativos y de expolio de riqueza frente al discurso oficial paternalista francés, denunciando el sufrimiento de la población Indígena en un momento de crisis en el que el protectorado no paliaba los efectos.
Entre el 12 y el 13 de mayo de 1933 se celebró un Congreso Nacional del Partido Desturiano en el que se denunciaron los abusos del régimen. Concretamente, un Decreto promulgado por la Residencia por el cual se permitía el arresto domiciliario por cometer hostilidad contra el Bey, la nación o el protectorado. Burguiba denunció en L’Action tunisienne estas medidas inquisitoriales y el beneplácito del Bey. Dos días después del Congreso, el 15 de mayo, Burguiba escribió un nuevo artículo llamado “Un congreso histórico. Reagrupamiento de las fuerzas tunecinas” en el que criticaba la inoperancia del Partido Desturiano en la causa tunecina y reclamaba la consecución de la independencia de Túnez de manera consensuada con Francia y un hermanamiento como dos naciones libres y sin dominación, ante lo que la Residencia reaccionó suspendiendo el Partido y los periódicos nacionalistas.

## Historia

### Ruptura y fundación
En marzo de 1934 en el congreso del Partido Desturiano celebrado en la localidad de Ksar Hellal, parte de las nuevas generaciones nacionalistas rompieron con el Partido Desturiano o Paleo-Destur a causa de la rigidez de los miembros más veteranos del Partido Destouriano a la hora de acoger los postulados más radicales de las nuevas generaciones, que finalmente fundaron el Neo-Destour.
En esta primera conformación del partido de la que formaron parte antiguos integrantes del Destour como Tahar Sfar o Bahri Guiga, el Dr.Matiri ocupó el cargo de presidente y Burguiba el de secretario general . Este nuevo partido era más abierto, laico y racionalista que el Destour.
El Neo Destur fundó su propio periódico, Al Amal, que significa la acción, en el que publicaban en lengua francesa y en el que hacían un llamamiento a la resistencia mediante el impago de impuestos y el boicot a los productos franceses.
Esto llevó a la Residencia a adoptar el 3 de septiembre de 1934 la decisión de deportar 8 miembros del Neo-destour junto con 6 sindicalistas comunistas. Entre ellos deportaron a Burguiba y a Matiri al sur de Túnez. Posteriormente siguieron llevándose a cabo deportaciones de neo-destourianos entre los que se encontraba Salah Ben Yussef, futuro secretario general del partido durante el posterior exilio de Burguiba. Durante estos años se produjo una gran represión elevándose en febrero de 1936 la cifra de neo-destourianos detenidos a 53.
Las posturas radicales del Neo-Destour tuvieron pronto una gran aceptación popular en Túnez, que dejaba de lado las tesis más conservadoras del Destour tradicional.

### Llegada del Frente Popular al poder en Francia
Ese mismo año llegó al gobierno francés la coalición de izquierdas Frente Popular. El antiguo residente, Peyrouton, fue sustituido por el ex-sindicalista Armand Guillon, que publicó una serie de decretos en los que se recogía una serie de derechos -libertad sindical y de opinión, regulación de salarios y despidos … lo que generó una reacción en las élites sociales conformadas por los preponderantes y patronos, que se enfrentaron a Armand Guillon y a los sindicatos. Estas élites se resistieron a la ejecución de estos decretos, ya que implicaban la disminución de sus privilegios. utilizaron su poder y acudieron al aparato policial del protectorado sobre el que ejercían influencia, lo que provocó un clima de tensión social.
En este contexto se produjo una unión del Paleo-destour y del Neo-destour para reivindicar la firma de un tratado franco-tunecino análogo al firmado entre Egipto y Gran Bretaña o al franco-sirio, ambos firmados en 1936 para alcanzar la independencia.
En 1937 el Frente Popular de Francia perdió el poder, y la nueva residencia comenzó a ejercer una fuerte represión contra un Neo-destour que, liderado por Burguiba, se había radicalizado y anunciado su decantación por la vía violenta. En este contexto comenzó a sobresalir la figura se Salah Ben Yussef

### Estallido de la Segunda Guerra Mundial
El 10 de abril del siguiente año, tras una protesta que se saldó de manera violenta, 29 cabezas del Neo-destour fueron acusadas de complot contra el Estado y se declaró el Estado de sitio. Posteriormente 20 de ellos, entre los que se encontraba Habib Bourguiba, cuyo juicio nunca se llegó a celebrar por el estallido de la Segunda Guerra Mundial, fueron trasladados a una prisión en Túnez y posteriormente en 1940 a Marsella, donde permanecieron hasta 1942.
En 1940 las Potencias del Eje invadieron Francia y se instauró el Gobierno de Vichy, que ejerció una gran represión en el Magreb y bajo el que los neo-destourianos estuvieron fuertemente vigilados.
El 19 de junio de 1942 Muhammad VII al-Munsif, conocido como Bey Moncef, accedió al poder. Este acogió para sí los postulados destourianos y comiezó a desoír los mandatos de la administración directa.
8 de noviembre de 1942 se lleva a cabo la Operación Torch por la cual los aliados invadieron Marruecos y Argelia. Como reacción, un día después se produjo el desembarco de las tropas alemanas en Túnez que, con su propaganda antifrancesa lograron encontrar cierta aceptación entre la sociedad indígena. Las cabezas del neodestour, encarceladas desde el 38 se posicionaron en contra de los nazis. En diciembre de ese año fueron liberados y trasladados a Roma, donde se llevaron a cabo unas negociaciones por las cuales las potencias del eje, que querían ganarse el apoyo del Neo-Destour, permitieron a Burguiba acudir en 1943 a Túnez para conmemorar la masacre del 38. A su vuelta se encontró al Neo-Destour muy debilitado y dividido.
En enero de 1943 el Bey nombró un gobierno con Muhammad Chenik al frente en el que integró al neo-destouriano Matiri en el cargo de ministro de interior y como ministro de justicia a Salah Farhat, miembro del paleo destour. Este gobierno de tinte moderado mantuvo una actitud neutral.
12 de mayo de 1943 llegaron los Aliados y echaron a las potencias del eje, y el 14 de mayo el Bey Moncef fue obligado a abdicar en Muhammad VIII al-Amin, conocido como Bey Lamin. Su deposición se justificó por sus supuestas relaciones con el eje, aunque se debió en mayor medida a su cercanía a los neodesturianos y sus veleidades independentistas
Burguiba publicó el artículo Por un bloque Franco-tunecino en el que manifestó su rechazo al eje, su apoyo a los aliados y la necesidad de una alianza franco-tunecina. Aun con esta actitud el partido siguió siendo ilegal.
La muerte de Abdelaziz Thâalbi en octubre de 1944, facilitó un acercamiento entre las diferentes corrientes políticas nacionalistas, que finalmente dio lugar al Manifiesto del Frente Tunecino, en el que se reclamaba la autonomía interna de la nación. En este contexto, el Bey exiliado tenía fuerza entre los independentistas frente al Neo Destour que estaba además enfrentado al partido comunista y que tras el arresto de Burguiba y otros dirigentes había perdido la presencia tan fuerte que tenía.

### Exilio de Burguiba a Egipto y acercamiento entre Neo-Destourianos y otras fuerzas nacionalistas
El 26 de marzo de 1945 Burguiba se exilió a El Cairo para relacionarse e imbuirse con todo lo que se estaba generando alrededor de la recién creada Liga Árabe.
Posteriormente, en 1946 se celebró el Congreso del Frente Nacional, integrado por ambas fuerzas destourianas y por los comunistas, en el que se reclamó la independencia. Con el exilio de Burguiba otras caras del neo-destour comenzaron a hacerse fuertes como Salah Ben Yusef.
El 5 de mayo de 1948, el neo-destour, el destour y otros partidos nacionalistas del Magreb que también tenían miembros exiliados en El Cairo apoyaron el manifiesto del rifeño Abd el-Krim, que establecía la creación de un Comité de Liberación del Magreb Árabe y la independencia como objetivo final.

### Regreso de Burguiba
En 1949 Burguiba volvió a Túnez y se produjo un acercamiento entre el Neo-Destour y el Bey, al que se otorgó la figura de unificador de la nación tunecina.
En abril del año siguiente, Burguiba acudió a París a exponer las pretensiones del Neo-Destour y los nacionalistas tunecinos ante la opinión pública de París y estableció un programa en el que se incluía la creación de una asamblea constituyente, sufragio universal, un gobierno con el Bey como presidente, eliminación de instituciones francesas etc.
En agosto de 1950 Nuevo gabinete presidido de nuevo por Muhammad Chenik dentro del cual estaba Ben Youssef.
El Bey, el 15 de mayo de 1951 pronunció un discurso en el que se alineó con el programa de Burguiba y en el que pidió la legalización del Neo-Destour, que, aunque actuara de manera pública seguía siendo ilegal. Francia seguía desatendiendo las peticiones y exigencias de los tunecinos, por ello en enero de 1952, dos ministros Neo-Destourianos del Bey, Ben Youssef y Badra, acudieron al Consejo de Seguridad de las Naciones Unidas para presentar la cuestión tunecina. El Residente trató de forzar al Bey para su destitución sin ningún resultado, por lo que la residencia encarceló a los dirigentes Neo-Destourianos, entre ellos Burguiba que fue encarcelado por dos años.
En 1954 se conforma nuevo gabinete presidido por el Neo-Destouriano Mohamed Mzali, que renunció ese mismo año debido a la gran oposición por su colaboración con la Resididencia. Ese mismo año El Bey Lamin nombró un gabinete con Tahar Ben Ammar al frente y otros tres Neo-Destourianos para llevar a cabo las negociaciones con el gobierno francés, que con la subida de Pierre Mendès France al poder en Francia, el 30 de julio de ese año había proclamado la autonomía de Túnez, forzado en parte por otros fracasos franceses como la derrota en batalla de Dien Bien Phu.

### Neo-Destour en la firma de los acuerdos de autonomía interna
El 3 de junio de 1955 se firmaron los acuerdos por los que se concedía oficialmente la autonomía interna que son firmados tanto por el Bey como por el neo-destour. Esos acuerdos son firmados por Mongi Slim en representación del Neo-Destour y Tahar Ben Amnmar en representación del Bey.

### Disenso en el partido
Burguiba había vuelto a Túnez cuatro días antes de la firma de los acuerdos de autonomía, y con su vuelta se produjo un disenso dentro del Neo-Destour por el enfrentamiento entre los postulados de Burguiba de concesión de la independencia por fases y los de Salah Ben Yussef, que vuelve el 13 de septiembre de 1955 de El Cairo donde se había impregnado de nasserismo, y era contrario al proceso gradual de independencia y a los privilegios de Francia. Ben Yussef fue expulsado de la dirección del partido por no seguir la disciplina del partido.
Esto llevó a un congreso del partido en Sfax en noviembre de ese mismo año en el que Burguiba, apoyado por el sindicato Unión General Tunecina del Trabajo (UGTT) a cambio de la adopción de unos principios económicos y sociales que luego el partido ignoró y calificó de radicales, se impuso ante la oposición de Ben Yussef y sus partidarios, apoyados por ciertas instituciones religiosas del país y críticos con la lentitud del proceso de independencia y las concesiones a Francia. Esta situación dio lugar a enfrentamientos violentos y Burguiba acudió incluso al gobierno francés para reprimir esta facción del partido. El 28 de enero de 1956 Yussef se exilió a Trípoli, años después fue asesinado en Fráncfort.

### Comienzo de la era Burguiba
El gobierno de Ben Amnmar convocó elecciones a una asamblea constituyente, que se celebraron el 25 de marzo de 1956 con una ley electoral que beneficiaba al Neo-Destour. Este se presentó en coalición con la central sindical UGTT y otras agrupaciones cercanas integrando un Frente Nacional, encontrando enfrente tan sólo algunas candidaturas comunistas e independientes. El Neo-Destour ganó los 98 diputados y Burguiba fue elegido presidente de la asamblea y jefe de Gobierno.
El Neo-Destour, con Burguiba a la cabeza, aplicó medidas para promover un estado laico -como la abolición de la poligamia o el repudio. También se tunificó la administración, lo que provocó la salida de población extranjera en masa.
La asamblea fue asumiendo cada vez más funciones hasta que el 25 de julio de 1957 se proclamó la República, eliminando la Monarquía y deponiendo a Lamin I. Burguiba asumió la función de Presidente de la República y jefe de Gobierno.
El partido sufrió una personalización progresiva en Burguiba, quien fue adquiriendo mayor control social y ejerció represión contra la oposición.
1 de junio de 1959 se aprobó la constitución tunecina, en la que Túnez se articula como un Estado de carácter Presidencialista.
El Neo-Destour era de facto partido único, pues el Partido Comunista Tunecino desempeñaba un papel irrelevante, y fue ilegalizado en 1963

### Partido Socialista Destouriano
Nueva etapa socialista con Ahmed Ben Salah como primer ministro, que abrió una nueva época de desarrollo dentro de un plan socialista. En 1963, siguiendo la ideología del socialismo árabe que había inspirado al Neo-Destour durante los últimos años, el partido fue rebautizado como Partido Socialista Destouriano (en francés Parti Socialiste Destourien o PSD, en árabe الحزب الاشتراكي الدستوري), y se abre una nueva etapa basada en la economía planificada cuyo contenido se especifica en un informe llamado “Las perspectivas decenales”. Durante la década de los 60 se incrementaron las críticas al partido por el paro y los malos salarios.
7 de septiembre de 1969 Ben Salah fue depuesto por Burguiba debido a las críticas que estaba recibiendo su gestión y posteriormente encarcelado.
En 1970 Hédi Nouira fue nombrado primer ministro, y comenzó una nueva etapa de liberalización e impulso del sector privado, con un gran crecimiento entre el 70 y el 74.  Posteriormente cambió la ideología de la unidad nacional por la del pacto social, con lo que comenzó una política social cuyo fracaso se vio con la Huelga General del 26 de enero de 1978 que fue duramente reprimida por el ejército.
En 1980 Mohamed Mzali comenzó una etapa de liberalización política que tuvo gran resistencia dentro del partido.
En el Congreso del año 1981 el PSD renunció oficialmente al monopolio del poder y permitió cierto multipartidismo
El 1 de noviembre de 1981 se convocaron elecciones anticipadas con el fin de lograr estabilidad, fueron las primeras elecciones plurales, en las que se permitió presentarse a más partidos que el neodesturiano. El Partido Socialista Destouriano concurrió con la UGTT en un bloque, el Frente Nacional, como habían hecho en 1956 y 1959.
Posteriormente hubo una crisis de partido y en junio de 1983 se llevó a cabo la destitución de los ministros de finanzas (Mansur Moalla) y el de economía (Abdelaziz Lasram).
Ese mismo año, el gabinete de Mohamed Mzali, atendiendo a las directrices del Fondo Monetario Internacional eliminó el déficit de la caja de compensación y anunció subidas de hasta el 70% en productos de primera necesidad, esto generó las llamadas Revueltas del Pan . Ante grandes protestas, el propio Burguiba anunció la suspensión de los incrementos en los precios.

### Golpe de Estado de Ben Alí
En junio de 1986 Mzali fue sustituido por Rachid Sfar, quien El 2 de octubre del siguiente año es sustituido por Zine El Abidine Ben Alí, exministro de seguridad pública.
El 7 de noviembre de 1987 el presidente Burguiba fue destituido por el incruento golpe de Estado de Zine El Abidine Ben Ali, quien se proclamó presidente de Túnez mediante un comunicado expresando la incapacidad de Burguiba para seguir al frente del Estado. Posteriormente cambió de nombre al PSD para denominarlo Agrupación Constitucional Democrática en febrero de 1988.
Tras la revolución de la Primavera Árabe, el partido fue declarado ilegal y desapareció. Se ha tratado de reconvertir en un nuevo Partido Desturiano Libre, dirigido por Abir Moussi, que en las elecciones legislativas de 2019 obtuvo un 6,63 % de votos y 17 diputados.

## Ideología
El Neo-Destour era un partido nacionalista cuyo fin último era la consecución de la independencia tunecina respecto a Francia.
En lo relativo a la época de la pre-independencia los neo-destourianos creían en un activismo más enérgico que el Destour y en ampliar la causa nacionalista a la mayoría de población tunecina.
Es neo-destour defendía la secularización del Estado, aunque sin posicionarse en contra del Islam y también defendía extender el movimiento a la clase obrera, haciendo posible la unión de fuerzas con el sindicato UGTT.
Reivindicaba la tradición como seña de identidad, y aunque el partido apostase por la secularización reivindicaba la identidad árabo-islámica del país.
Dentro del propio partido hubo dos corrientes acerca de como afrontar el objetivo de la independencia. Por un lado, había un sector que defendía una independencia directa y sin negociaciones. Por otro lado, había quienes evitaban reclamar explícitamente la independencia y abogaban por una evolución política gradual que salvaguardara los legítimos intereses de Francia.
Respecto a la mujer tenían una posición progresista en su introducción en la vida pública, aunque este punto no tuvo relevancia durante su lucha por la independencia.
Era un partido republicano y secular, en el aspecto económico hubo una etapa de liberalización y privatización de la economía hasta la reformulación del partido en el Partido Socialista Desturiano, momento a partir del cual se comenzó a aplicar una economía basada en un plan de carácter socialista.